# Бонкомпаньи, Франческо
Франческо Бонкомпаньи (итал. Francesco Boncompagni; 21 января 1592, Сора, герцогство Сора — 9 декабря 1641, Неаполь, Неаполитанское королевство) — итальянский куриальный кардинал. Внук Папы Григория XIII. Апостольский легат в Перудже и Умбрии с 21 февраля 1621 по 31 декабря 1623. Епископ Фано с 11 июля 1622 по 2 марта 1626. Архиепископ Неаполя со 2 марта 1626 по 9 декабря 1641. Кардинал-дьякон с 19 апреля 1621, с титулярной диаконией Сант-Анджело-ин-Пескерия с 17 мая 1621 по 16 марта 1626. Кардинал-дьякон с титулярной диаконией Сант-Эустакьо с 16 марта 1626 по 6 февраля 1634. Кардинал-священник с титулом церкви Санти-Куаттро-Коронати с 6 февраля 1634 по 9 декабря 1641.